# Спускаемый аппарат

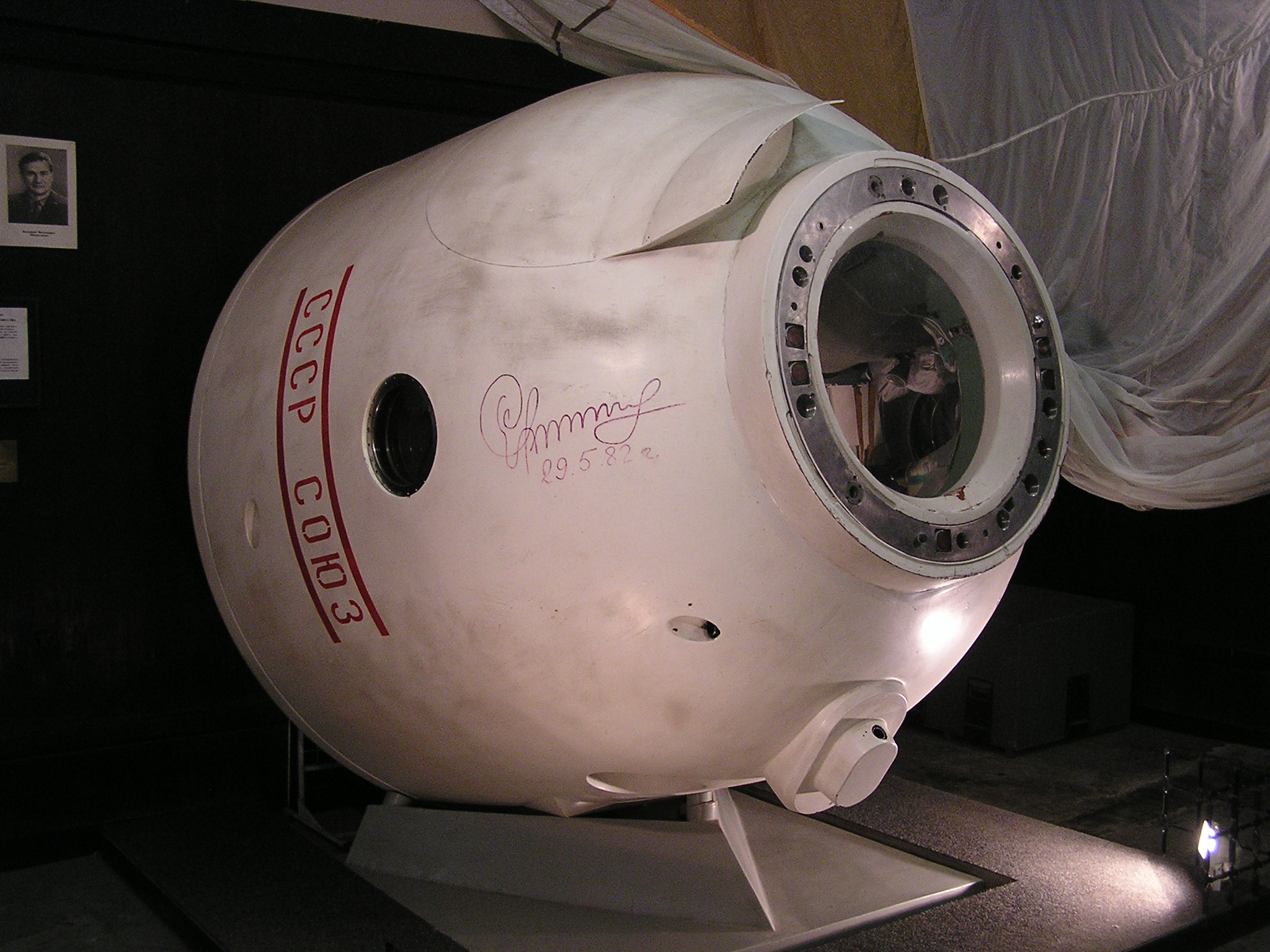
Спускаемый аппарат космического корабля «Союз-16»

Спуска́емый аппара́т (СА) — космический аппарат или часть космического аппарата, предназначенный для спуска полезной нагрузки с орбиты искусственного спутника или с межпланетной траектории и мягкой посадки на поверхность Земли либо другого небесного тела. СА может являться частью космического аппарата, совершающего полёт на орбите искусственного спутника небесного тела (например, орбитального аппарата или орбитальной станции, от которого СА отделяется перед спуском) либо космического аппарата, совершающего межпланетный полёт (например, автоматической межпланетной станции от перелётного модуля которой СА отделяется перед спуском).
Полезной нагрузкой являются люди, подопытные животные, стационарные исследовательские станции, планетоходы и т. д.
Главная техническая задача мягкой посадки состоит в том, чтобы уменьшить скорость движения аппарата от космической (иногда, десятки километров в секунду) практически до нуля. Эта задача решается разными способами, причём часто для одного и того же аппарата на разных участках спуска последовательно используются разные способы.

## Спуск с помощьюракетного двигателя

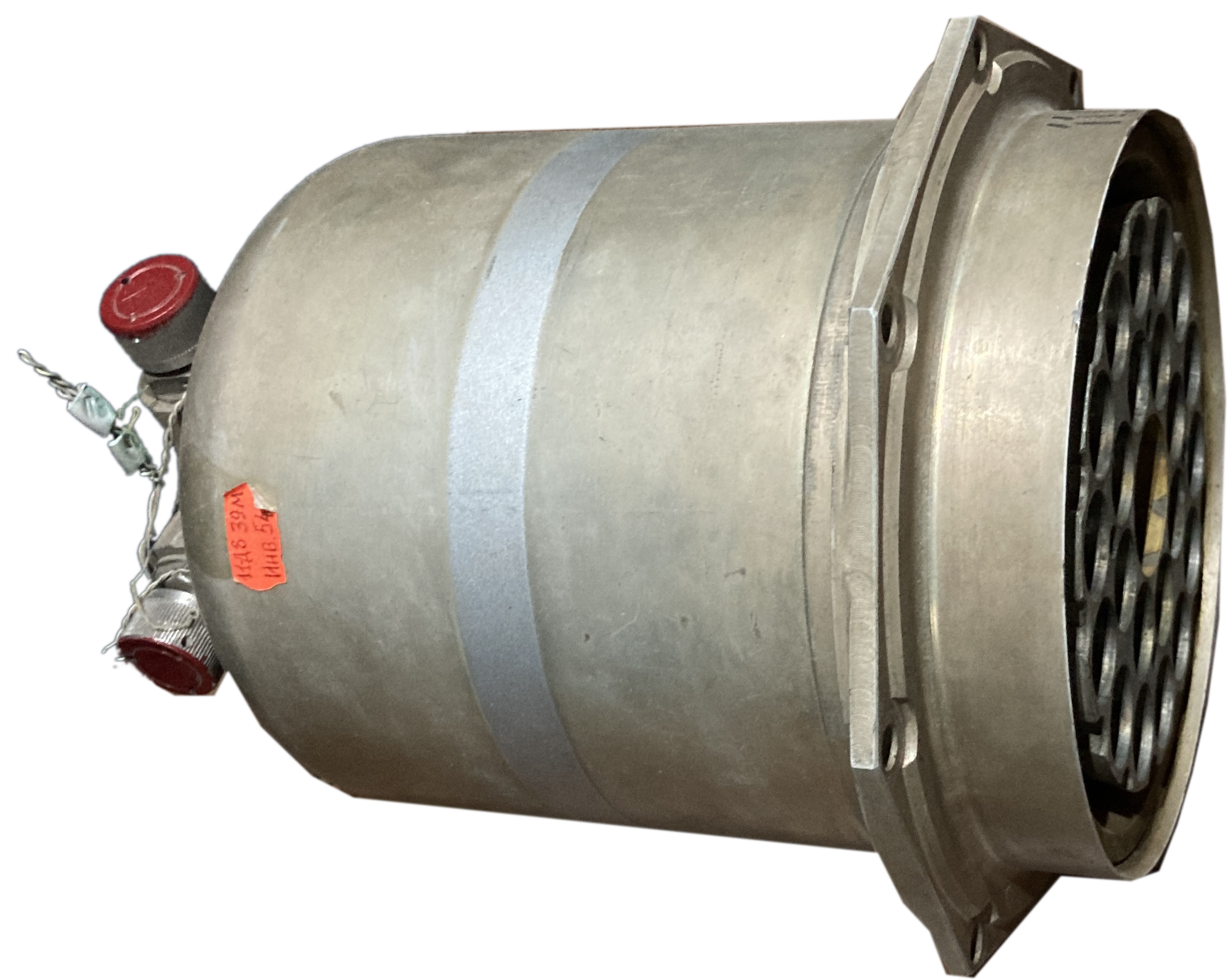
Двигатель мягкой посадки 11Д839М

Также применяется термин «моторная посадка». Для обеспечения торможения и спуска этот способ требует наличия на борту аппарата примерно такого же запаса топлива, как для вывода на орбиту этого аппарата с поверхности планеты. Поэтому этот способ используется на всей траектории спуска (как единственно возможный) лишь при посадке на поверхность небесного тела, лишённого атмосферы, (например, Луны). При наличии на планете атмосферы ракетные двигатели используются только на начальной стадии спуска — для перехода с космической орбиты (траектории) на траекторию спуска, до входа в атмосферу, а также на заключительном этапе, перед самым касанием поверхности, для гашения остаточной скорости падения.

## Аэродинамическое торможение

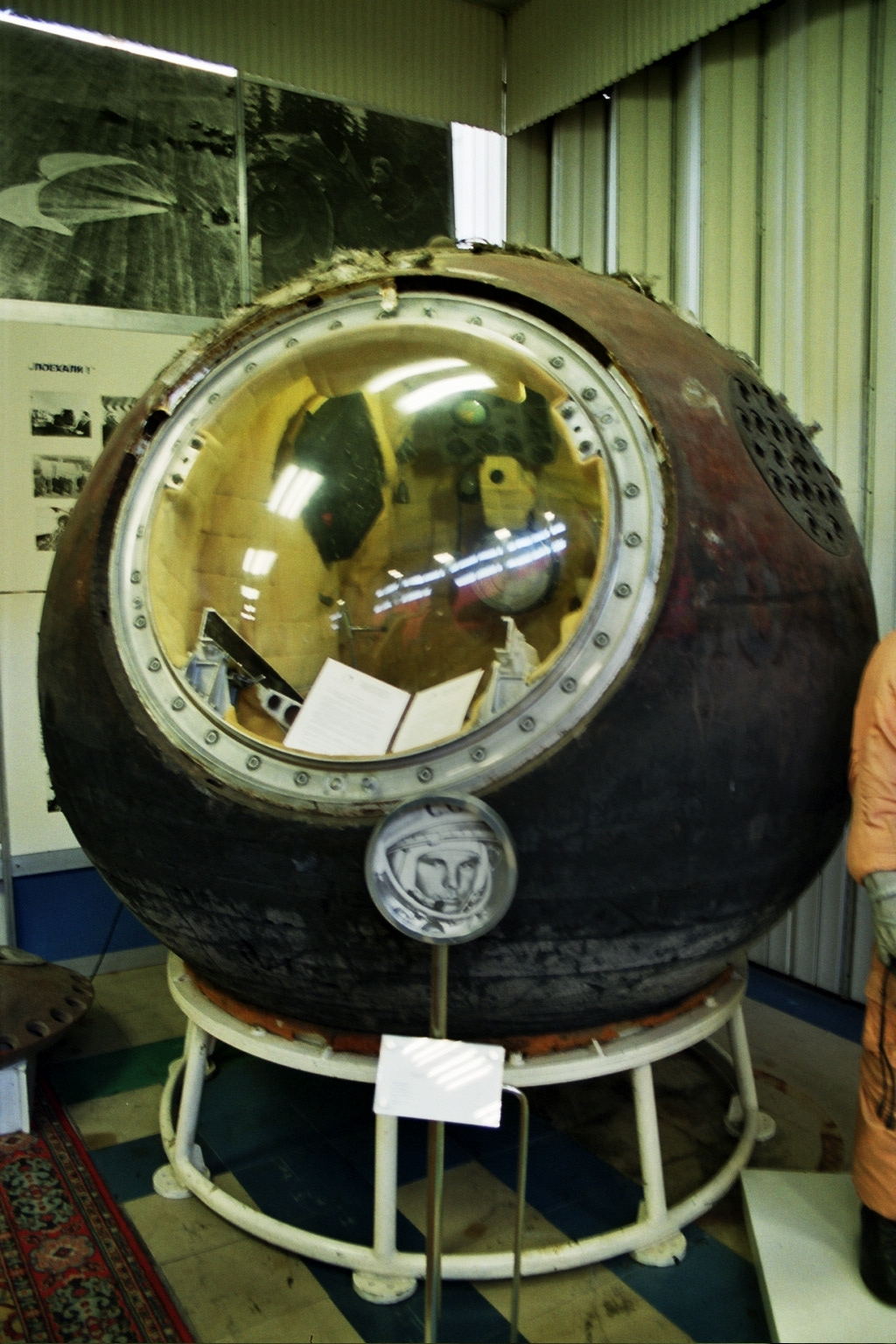
Спускаемые аппараты космических кораблей серий «Восток» и «Восход» спускались по баллистической траектории

При быстром движении аппарата в атмосфере возникает сила сопротивления среды — аэродинамическая, которая используется для его торможения.
Поскольку аэродинамическое торможение не требует затрат топлива, этот способ используется всегда при спуске на планету, обладающую атмосферой. При аэродинамическом торможении кинетическая энергия аппарата превращается в тепло, сообщаемое воздуху и поверхности аппарата. Общее количество тепла, выделяемого, например, при аэродинамическом спуске с околоземной орбиты, составляет свыше 30 мегаджоулей в расчёте на 1 кг массы аппарата. Бо́льшая часть этой теплоты уносится потоком воздуха, но и лобовая поверхность СА может нагреваться до температуры в несколько тысяч градусов, поэтому он должен иметь соответствующую тепловую защиту.
Аэродинамическое торможение особенно эффективно на сверхзвуковых скоростях, поэтому используется для торможения от космических до скоростей порядка сотен м/с. На более низких скоростях используются парашюты.
Возможны разные траектории снижения аппарата при аэродинамическом торможении. Рассматриваются обычно два случая: баллистический спуск и планирование.

### Баллистический спуск
При баллистическом спуске вектор равнодействующей аэродинамических сил направлен прямо противоположно вектору скорости движения аппарата. Спуск по баллистической траектории не требует управления и потому применялся на первых космических кораблях «Восток», «Восход» и «Меркурий».
СА «Восток» и «Восход» имели шарообразную форму и центр тяжести, смещённый вниз к более теплозащищённому днищу. При входе в атмосферу такой аппарат автоматически без применения рулей занимает положение днищем к потоку и космонавт переносит перегрузки в наиболее удобном положении спиной вниз.
Недостатком этого способа является большая крутизна траектории, и, как следствие, вхождение аппарата в плотные слои атмосферы на большой скорости, что приводит к сильному аэродинамическому нагреву аппарата и к перегрузке, иногда превышающей 10g — близкой к предельно допустимой для человека.

### Планирование

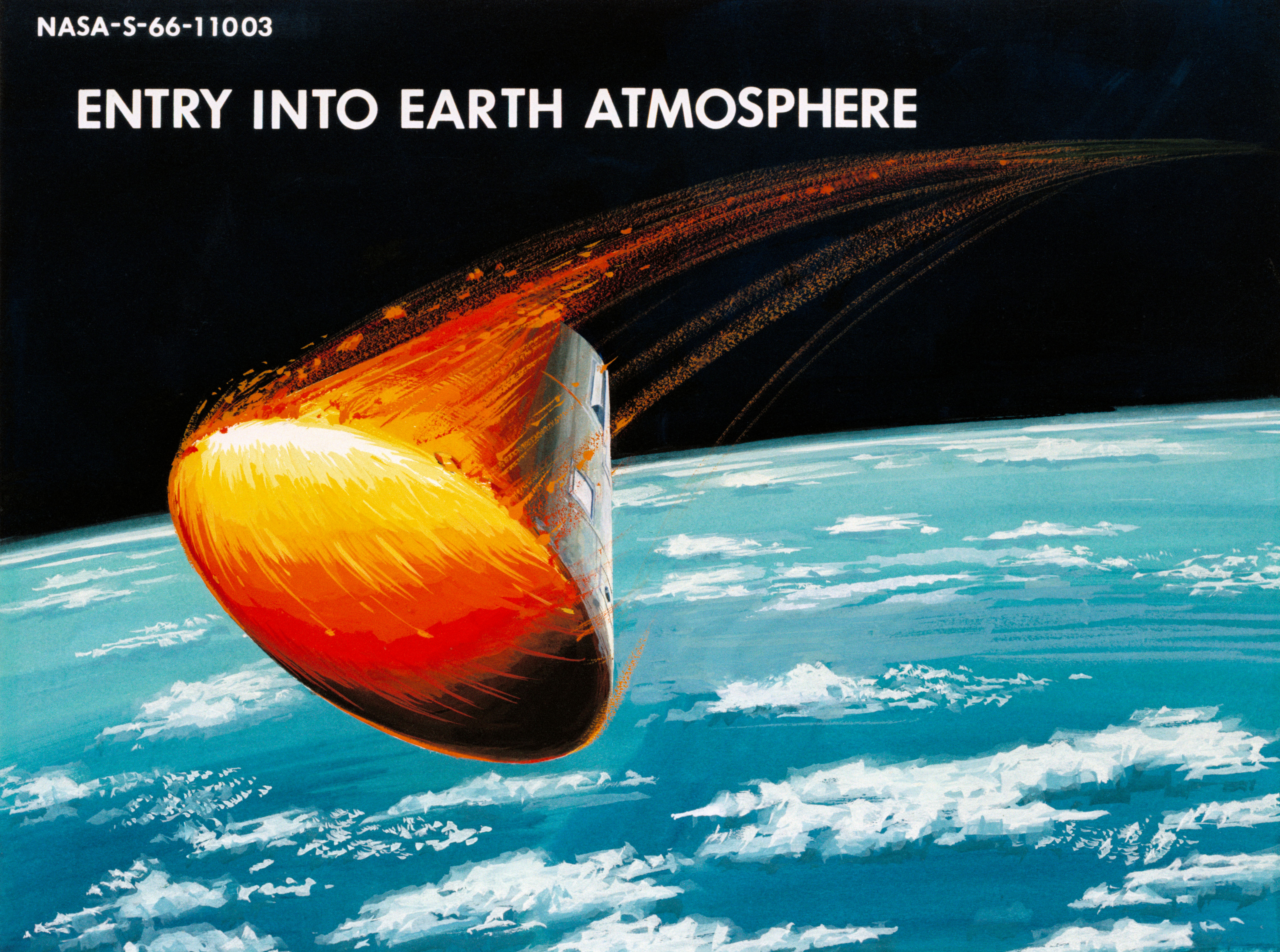
СА корабля «Аполлон» имеет коническую форму и смещённый вбок центр тяжести

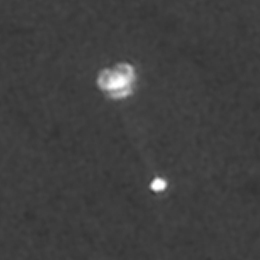
Спуск «Феникса» на парашюте. Съёмка с MRO камерой высокого разрешения, с расстояния около 760 км

Альтернативой баллистическому спуску является планирование. Внешний корпус аппарата в этом случае имеет, как правило, коническую форму и закруглённое днище, причём ось конуса составляет некоторый угол (угол атаки) с вектором скорости аппарата, за счёт чего равнодействующая аэродинамических сил имеет составляющую, перпендикулярную к вектору скорости аппарата — подъёмную силу. За счёт работы газовых рулей аппарат поворачивается нужной стороной и начинает как бы взлетать по отношению к набегающему потоку. Благодаря этому аппарат снижается медленнее, траектория его спуска становится более пологой и длинной. Участок торможения растягивается и по длине и во времени, а максимальные перегрузки и интенсивность аэродинамического нагрева могут быть снижены в несколько раз, по сравнению с баллистическим торможением, что делает планирующий спуск более безопасным и комфортным для людей.

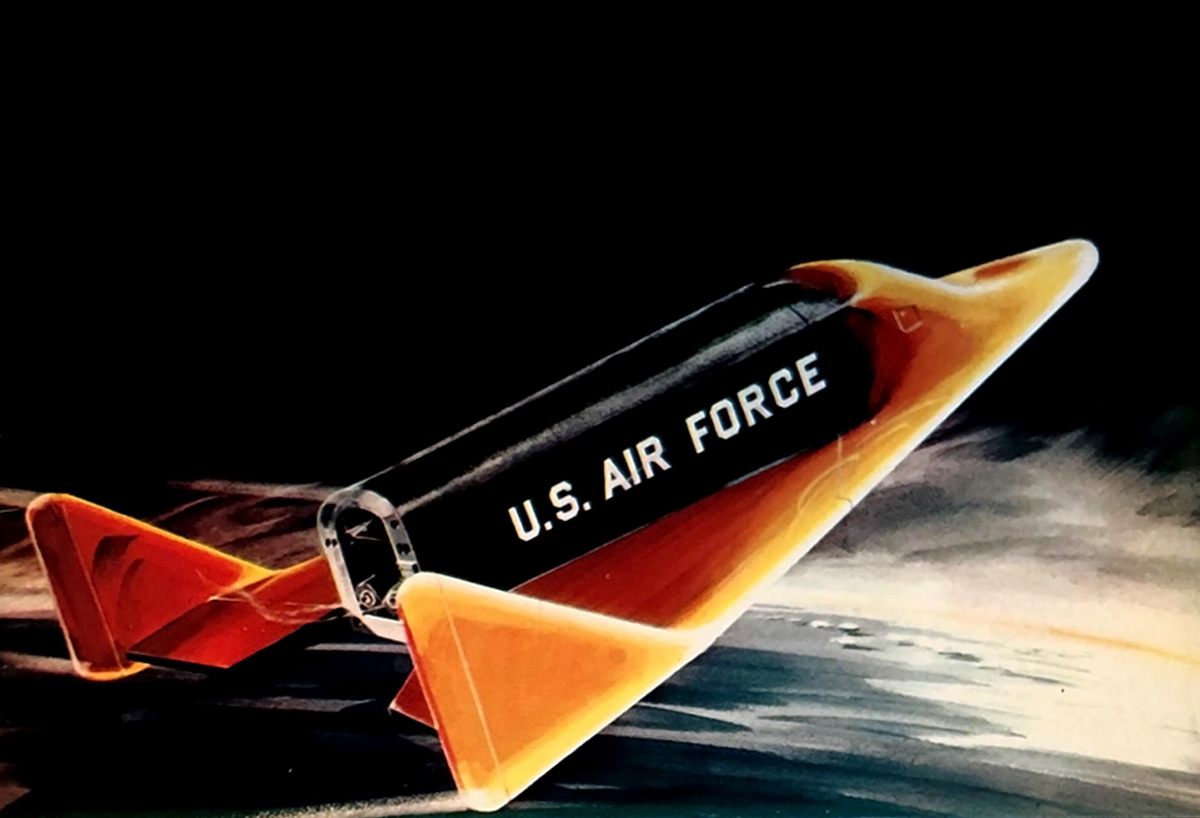
Аппараты с крыльями и типа «летающий корпус» более эффективно используют подъёмную силу

Угол атаки при спуске меняется в зависимости от скорости полёта и текущей плотности воздуха. В верхних, разреженных слоях атмосферы он может достигать 40°, постепенно уменьшаясь со снижением аппарата. Это требует наличия на СА системы управления планирующим полётом, что усложняет и утяжеляет аппарат, и в случаях, когда он служит для спуска только аппаратуры, которая способна выдерживать более высокие перегрузки, чем человек, используется, как правило, баллистическое торможение.

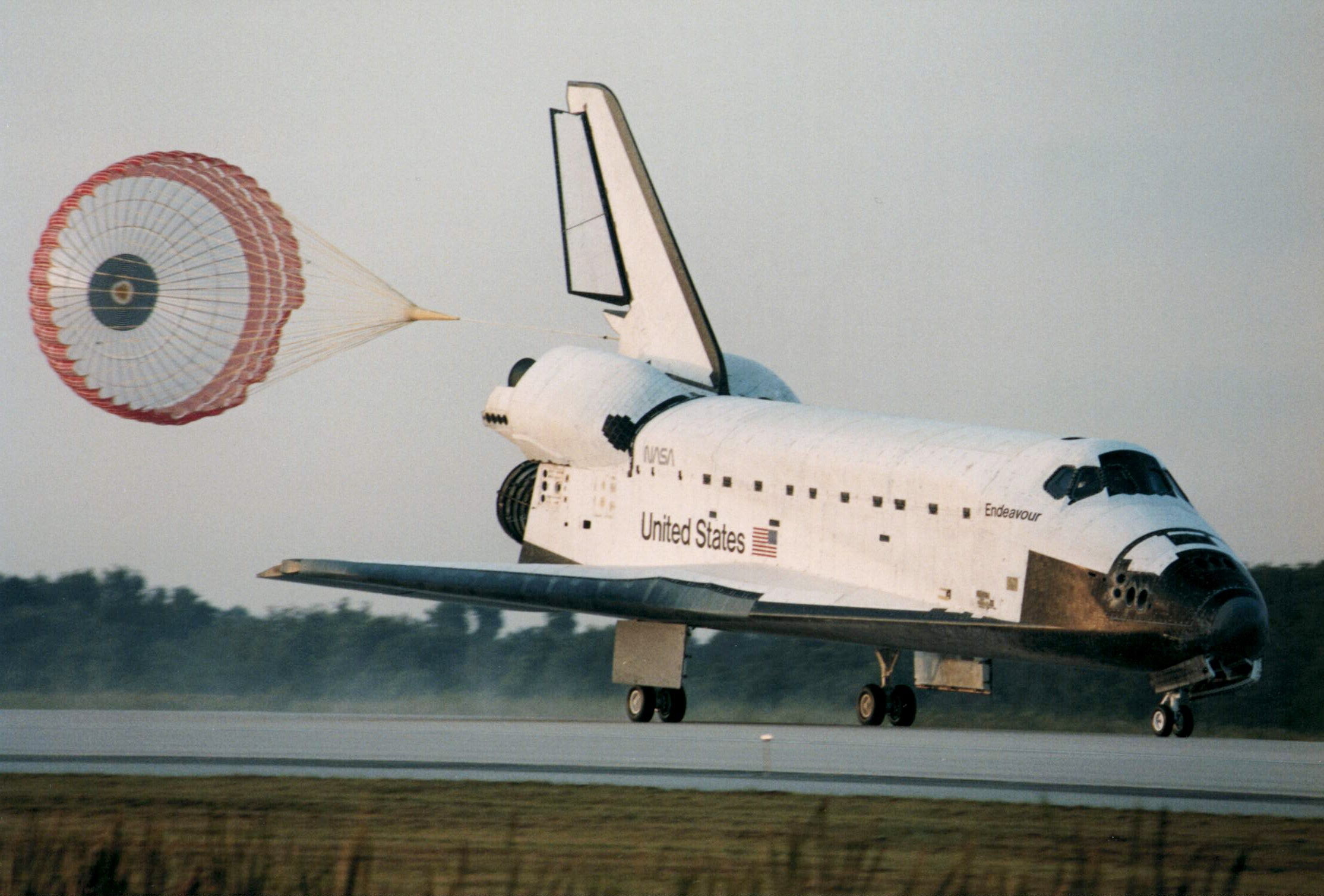
Орбитальная ступень системы «Спейс Шаттл» выполняет мягкую посадку

Орбитальная ступень космической системы «Спейс Шаттл», при возврате на Землю выполняющая функцию спускаемого аппарата, планирует на всём участке спуска от входа в атмосферу до касания шасси посадочной полосы, после чего выпускается тормозной парашют.

## Спуск с помощью парашютов
Этот способ используется после того, как на участке аэродинамического торможения скорость аппарата снизится до величины порядка сотен м/с. Парашютная система в плотной атмосфере гасит скорость аппарата почти до нуля и обеспечивает мягкую посадку его на поверхность планеты.
В разреженной атмосфере Марса парашюты эффективно уменьшают скорость полета только до приблизительно 100 м/с. Погасить скорость до примерно 10 м/с, парашют разумных размеров в атмосфере Марса не может. Поэтому используется комбинированная система: после аэродинамического торможения задействуют парашют, а на заключительном этапе двигательную установку для мягкой посадки на поверхность.
Спускаемые пилотируемые аппараты космических кораблей серии «Союз», предназначенные для приземления на сушу, также имеют твердотопливные тормозные двигатели, включающиеся за несколько секунд до касания земли, чтобы обеспечить более безопасную и комфортную посадку.
Спускаемый аппарат станции «Венера-13» после спуска на парашюте до высоты 47 км сбросил его и возобновил аэродинамическое торможение. Такая программа спуска была продиктована особенностями атмосферы Венеры, нижние слои которой очень плотные и горячие (до 500° С).
Конструктивно спускаемые аппараты могут существенно отличаться друг от друга в зависимости от характера полезной нагрузки и от физических условий на поверхности планеты, на которую производится посадка.

## Состоявшиеся пилотируемые спускаемые аппараты

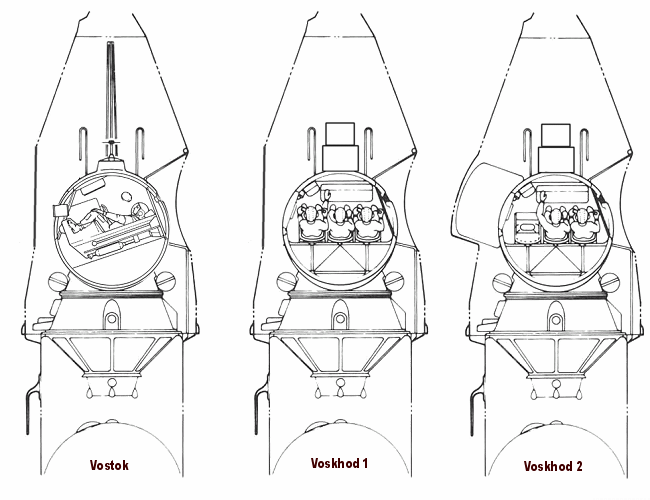
Шарообразные СА диаметром 2,3 м кораблей «Восток» и «Восход» вмещали от одного до трёх человек (СССР, 1961—65)

|                                                                                      | |                                                                           |                                                                                     |                                                                           |                                                                        |
| В СА «Меркурий» свободного места не больше, чем в маленьком самолёте (США, 1961—62). | В двухместном СА «Джемини» габаритным диаметром 2,25 м космонавты летали до двух недель (США, 1964—66) | В СА «Союз ТМА» диаметром 2,2 м взлетают и садятся три человека (Россия). | Самый крупный из всех бескрылых СА «Аполлон» тоже был довольно тесен (США, 1967—75) | Спускаемый аппарат «Шэньчжоу-5» (КНР) формой и размерами похож на «Союз». | Капсула частного пилотируемого космического корабля Crew Dragon (США). |

## Некоторые разрабатывавшиеся, но не летавшие пилотируемые спускаемые аппараты

### Капсульные аппараты

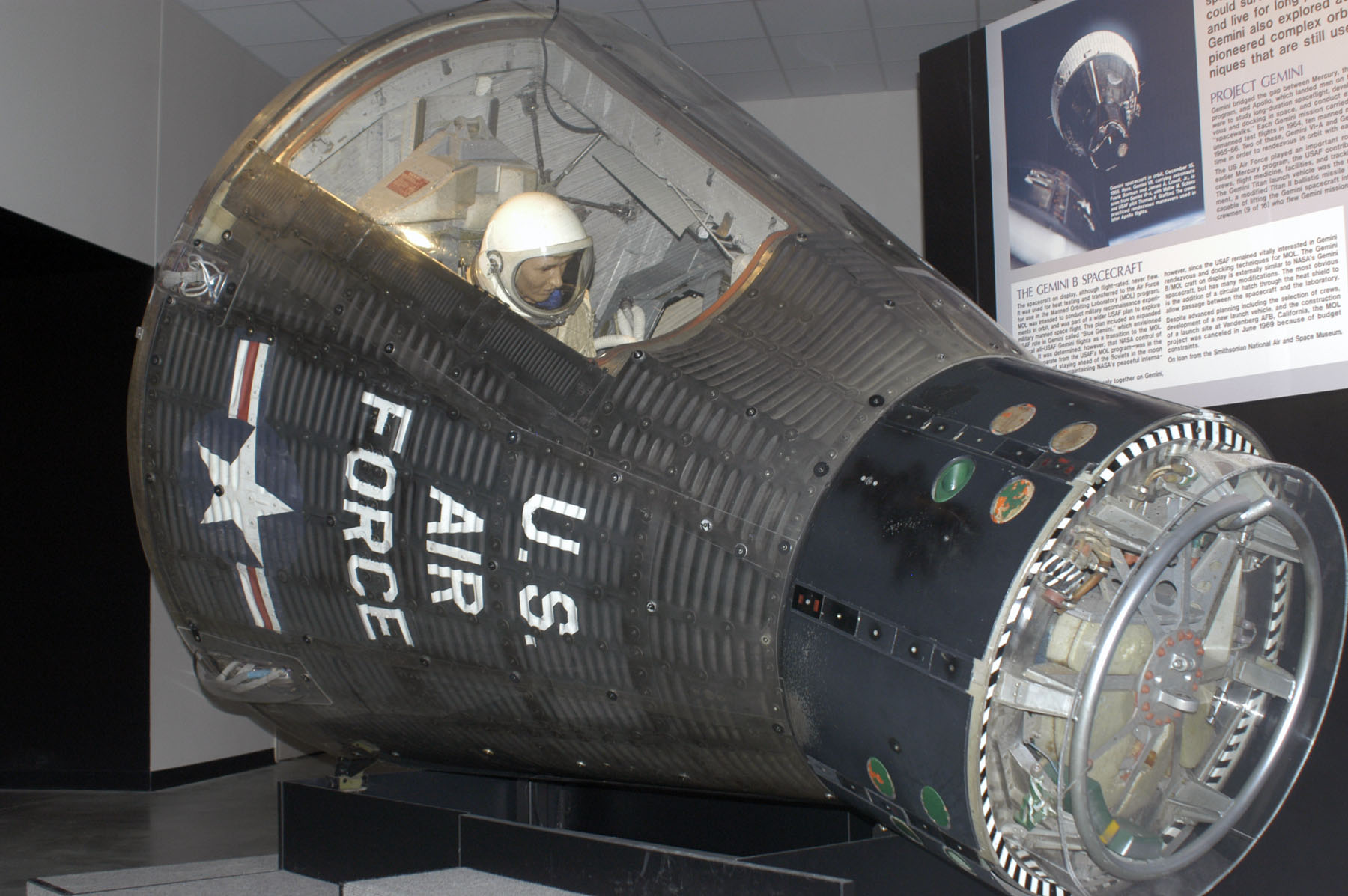
Спускаемый аппарат Blue Gemini (США, 1962).
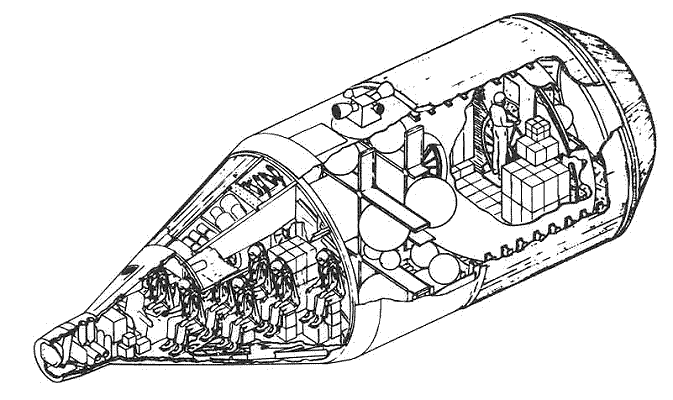
Многоместный СА Big Gemini (США, 1969)
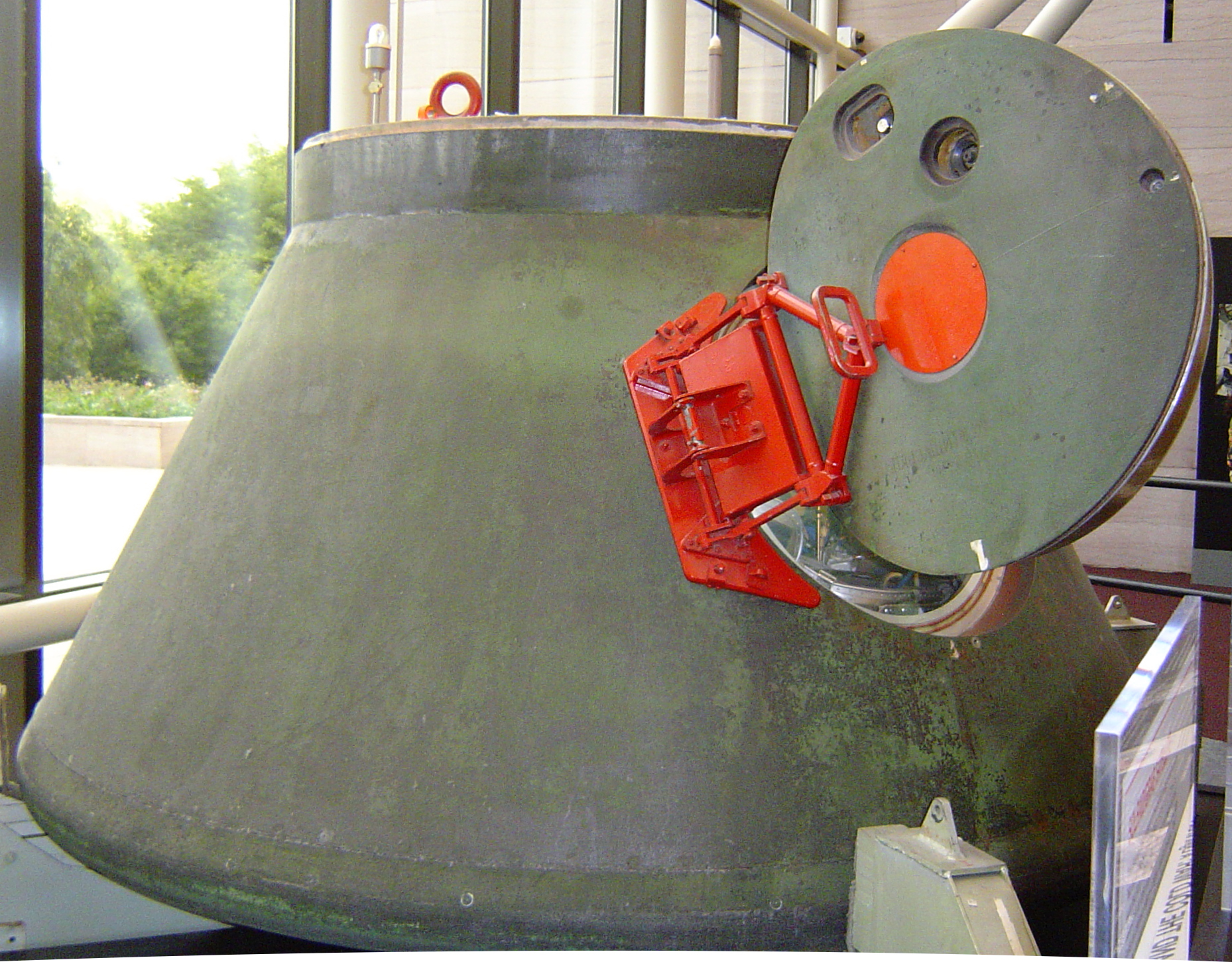
Конусообразный трёхместный спускаемый аппарат ВА ТКС (СССР, 1970—1991).

### Крылатые аппараты
|                                                     |                                                    |                                                   |                                              |                                                   |
| Крылатый одноместный СА «Дайна-Сор» (США, 1957-63). | Крылатый одноместный СА «Спираль» (СССР, 1966—78). | Космический самолёт «Гермес» (ЕКА, 1970—80-е гг.) | Многоразовый СА VentureStar (США, 1992—2001) | Космический корабль «Буран» (СССР, 1970—80-е гг.) |

## Перспективные пилотируемые спускаемые аппараты
|                                             |                                                                       |                                                                      |
| КК «Орёл» в сравнении с КК «Союз» (Россия). | Спускаемый аппарат пилотируемого транспортного корабля CST-100 (США). | Проект СА лунного и марсианского космического корабля «Орион» (США). |

## Беспилотные спускаемые аппараты

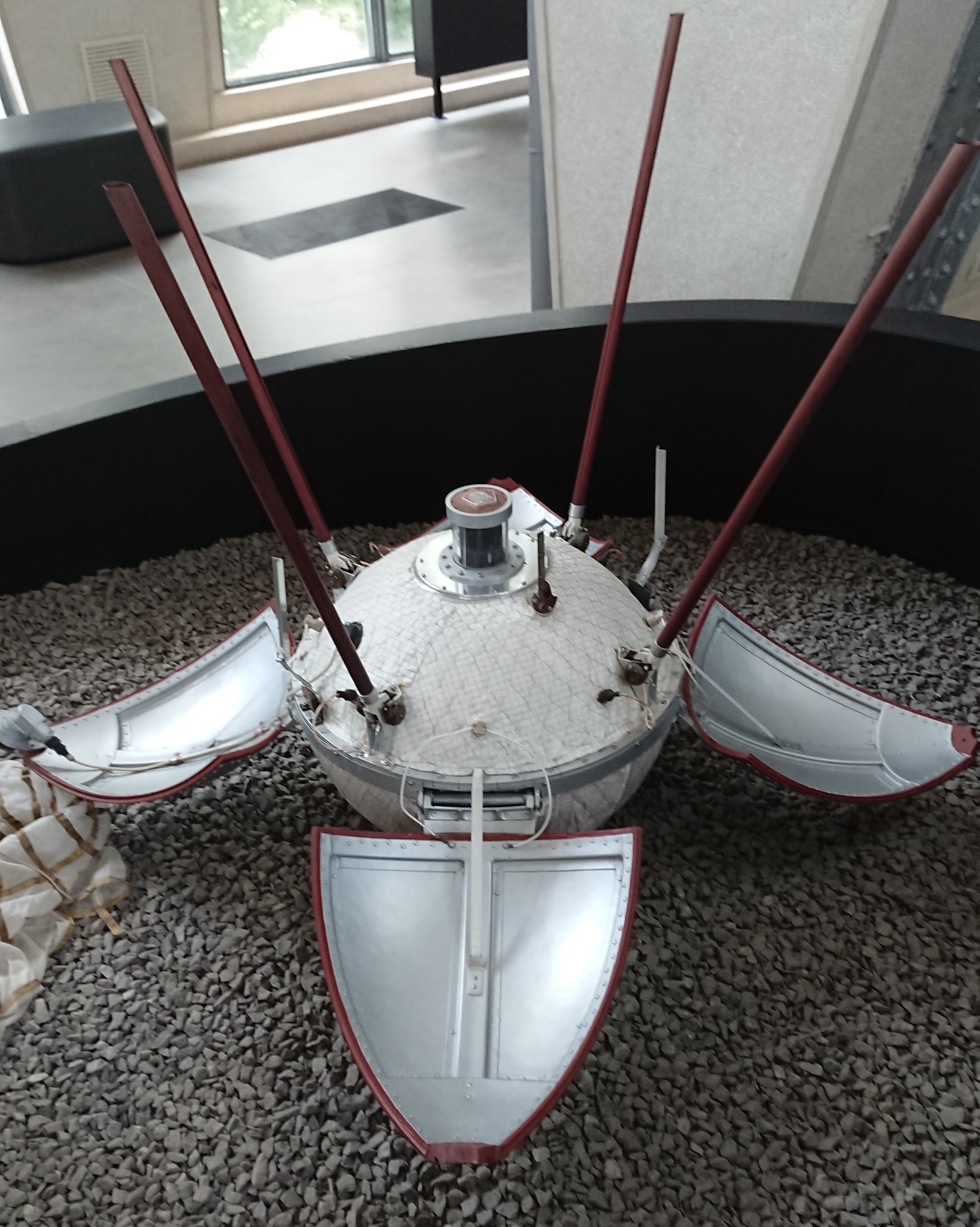
Автоматическая лунная станция доставленная «Луной-9» 3 февраля 1966 г. Первая мягкая посадка на Луну. (Модель)
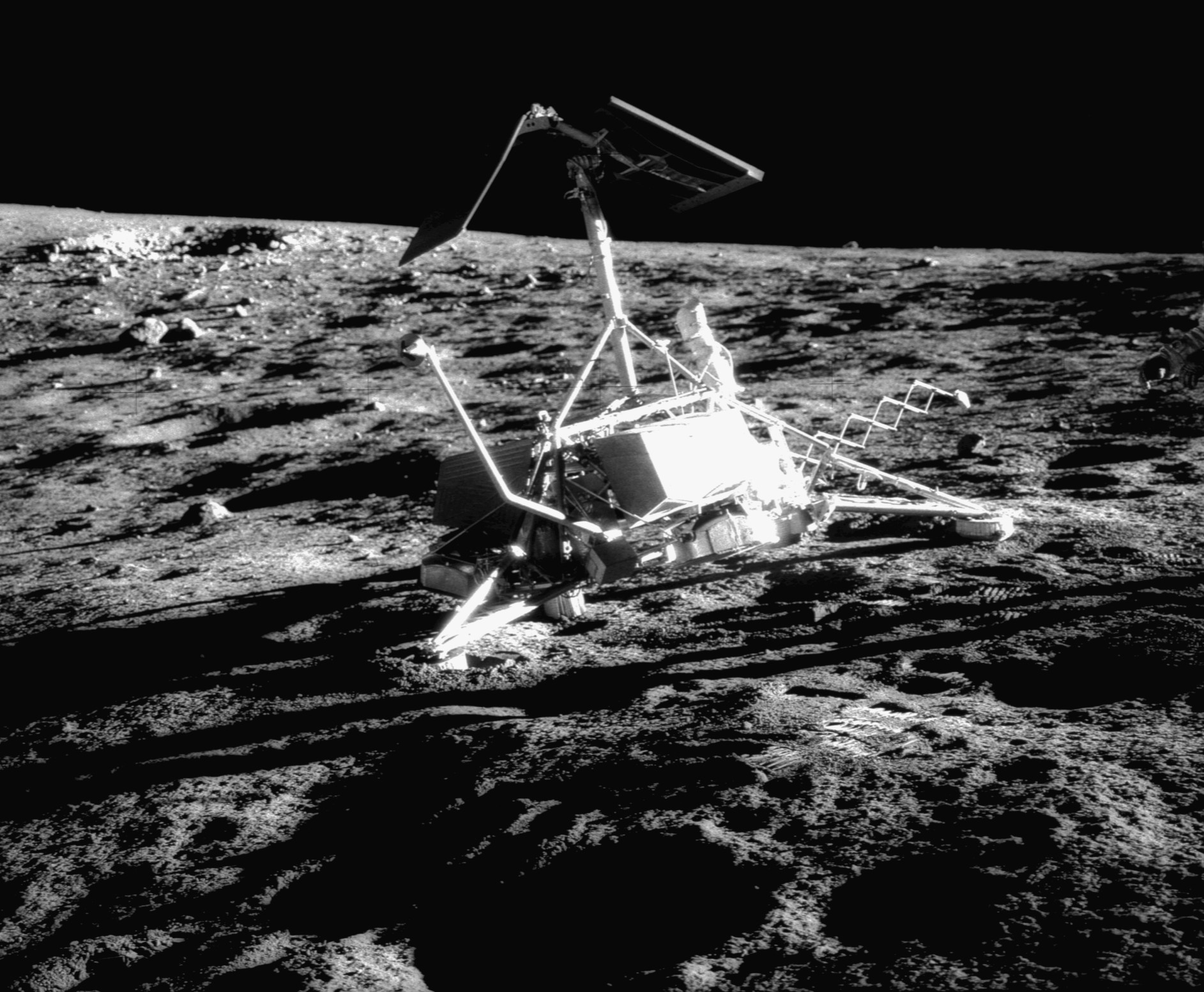
Лунный зонд «Сервейер-3» (NASА), опустившийся на поверхность Луны 20 апреля 1967 г. Снимок сделан членом экспедиции «Аполлон-12» Алланом Бином 24 ноября 1969 г.
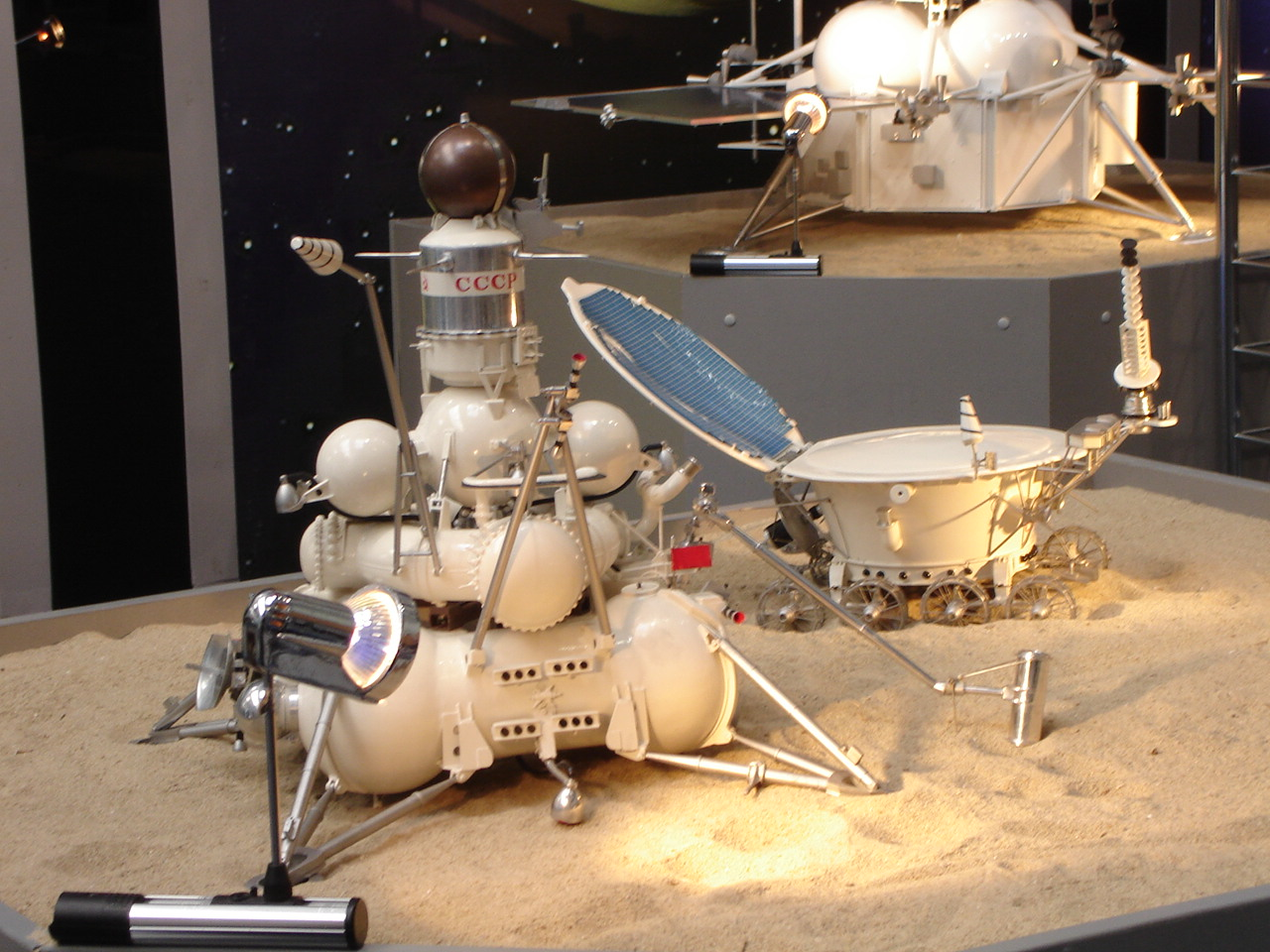
Экспозиция советских «лунников» на выставке в Париже 2007. На переднем плане — СА «Луна-20». В его составе — СА, доставивший на Землю образцы лунного грунта (верхняя сфера).

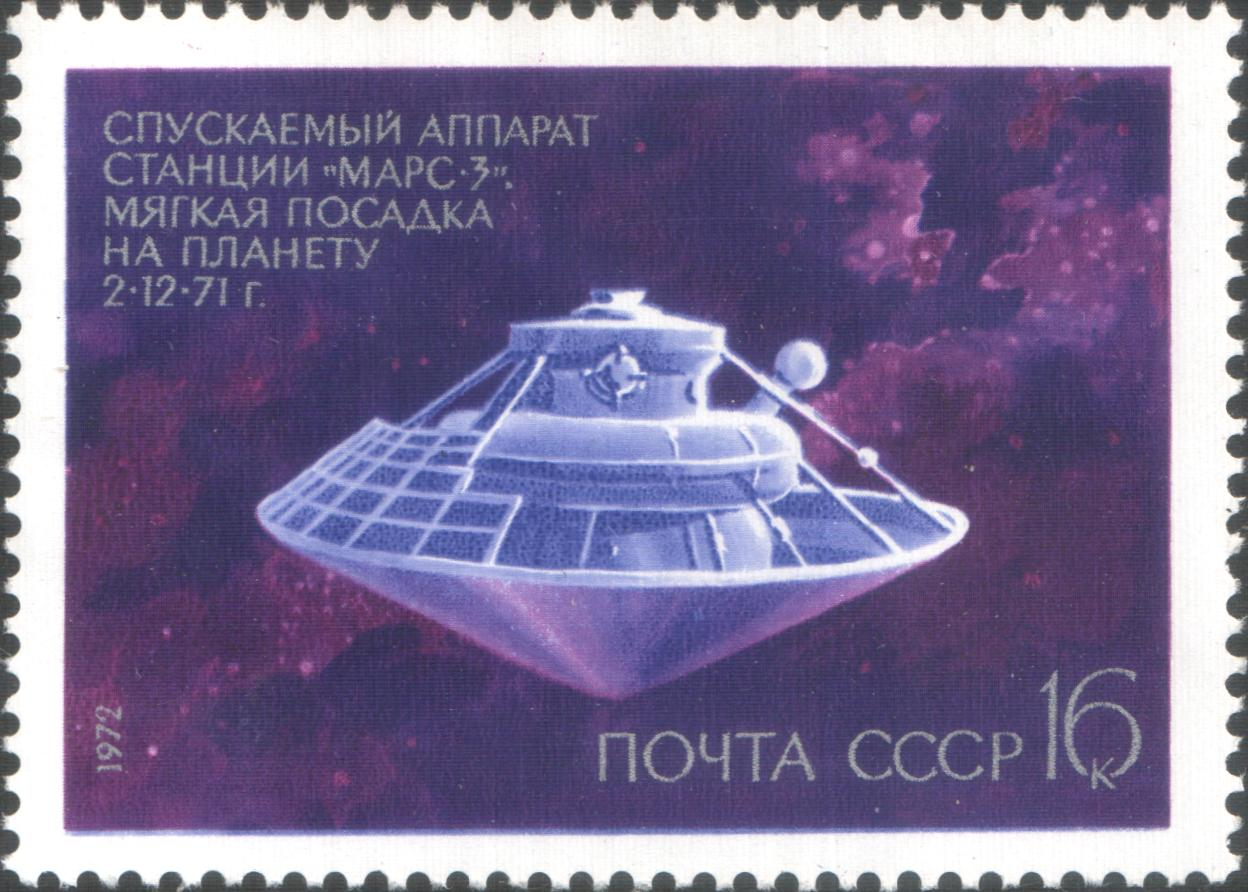
Спускаемый аппарат межпланетной станции «Марс-3».
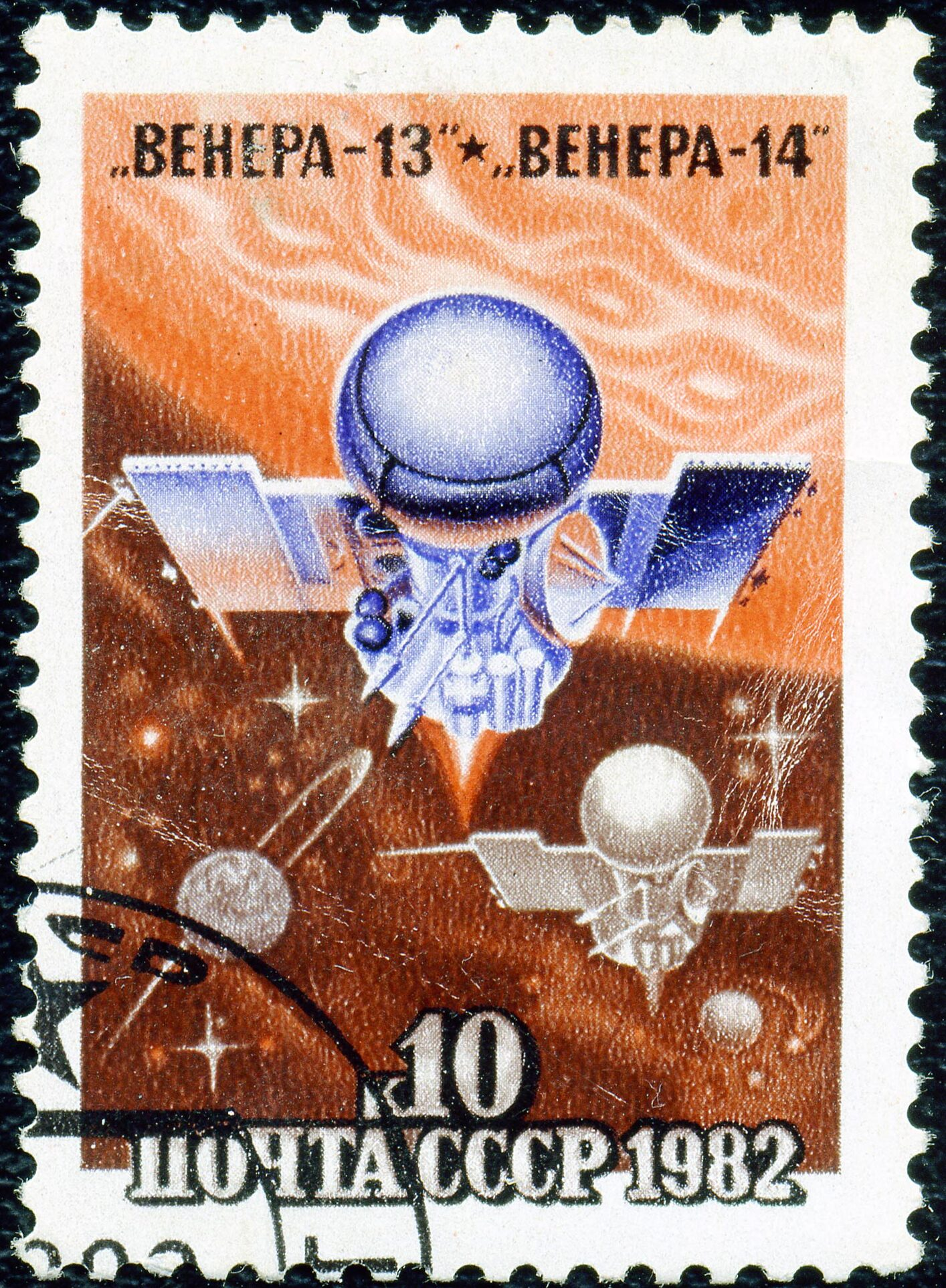
Спускаемый аппарат межпланетной станции «Венера-13». В нижних слоях атмосферы парашютировал на жёстком тормозном щитке.
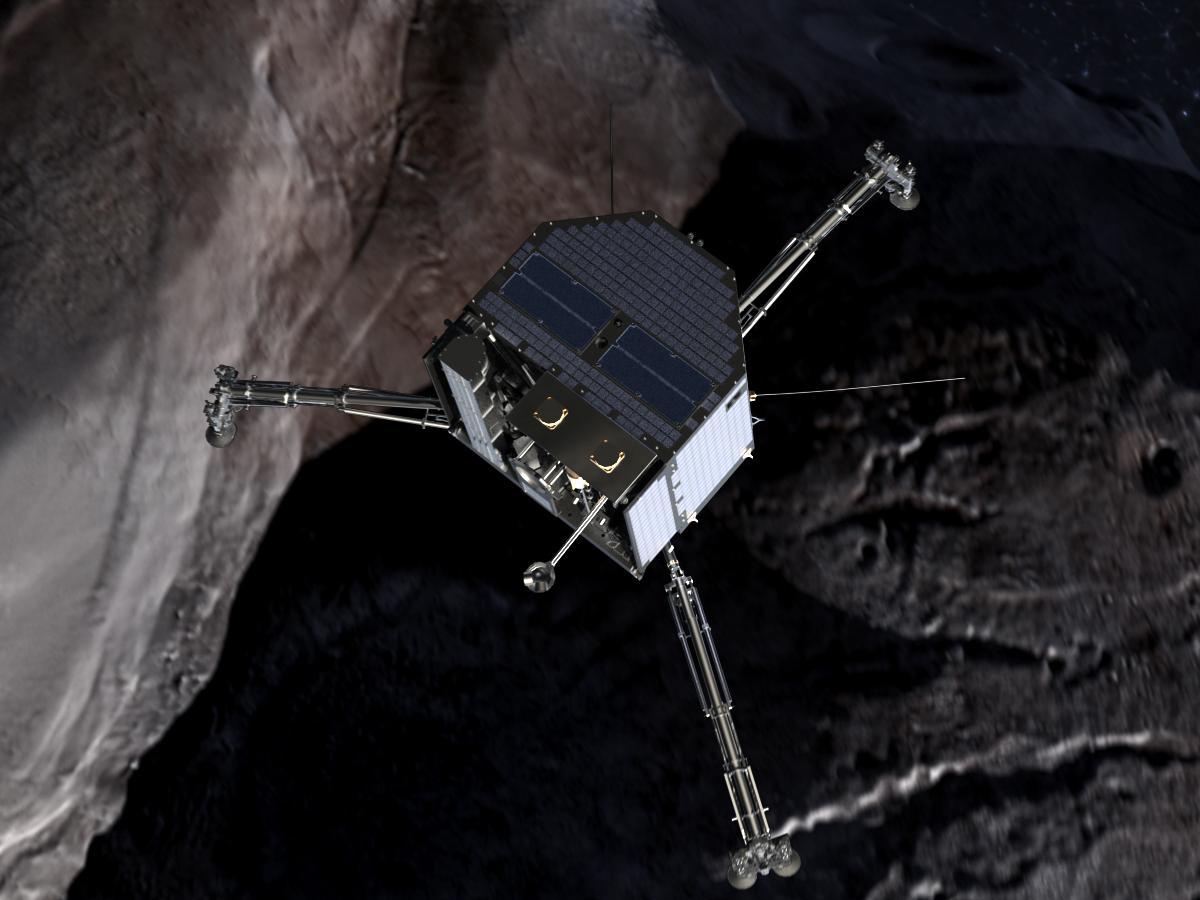
Спускаемый аппарат «Филы».